# Мамедов, Тофик Садиг оглы
Тофик Садиг Оглы Мамедов (азерб. Tofiq Sadiq oğlu Məmmədov ) — азербайджанский учёный, доктор биологических наук (2004), директор Мардакянского дендрария, член-корреспондент НАНА (2006).

## Биография
Тофик Мамедов родился 10 февраля 1957 года в селе Дырныс Ордубадского района Нахичеванской АССР. В 1982 году окончил Строительно-инженерный институт по специальности инженер-строитель. С 1982 по 1986 гг. в различных учреждениях работал электриком, мастером, руководителем отдела, главным инженером, директором строительного учреждения. С 1986 года работал последовательно главным инженером, заместителем директора в Мардакянском Дендрарии. С 1996 года директор Мардакянского Дендрария.
В 2000 году получил учёную степень кандидата биологических наук, защитив диссертационную работу на тему «Биоэкологические особенности ценных древесно-кустарниковых растений в Мардакянском Дендрарии и их значение в озеленении Апшерона». С того же года стал руководить лабораторией «Интродукция растений» Мардакянского дендрария. В 2004 году получил степень доктора биологических наук, защитив диссертационную работу на тему «Биоэкологические особенности, агротехника и научные основы рационального использования в народном хозяйстве перспективных древесно-кустарниковых растений в озеленении Апшерона». В 2005 году получил звание профессора. В 2006 году Т. Мамедов был избран член-корреспондентом НАНА.
19 мая 2022 г. во время экспедиции трагически погиб Тофик Садиг оглы Мамедов.

## Научная деятельность
Тофик Мамедову принадлежит большая роль в развитии биологической науки в Азербайджане, организации озеленения в республике на современной научной основе.
Под руководством и при участии Т. Мамедова в Мардакянском дендрарии собраны коллекции растений из многих стран мира, изучена их интродукция, устойчивость против экологических факторов, эфиромасличность. Используя восточные и западные декоративные растения им проведены научно-исследовательские работы в направлении озеленения парков, садов и интерьеров офисов. Исследованные виды были сгруппированы на основе принципа систематического родства, изучены закономерности их расположения в парках и садах.
Автор 19 книг, около 170 научных статей. Имеет 3 патента.